# بيل ويد
بيل ويد (بالإنجليزية: William A Wade)‏ (22 مارس 1901 في المملكة المتحدة - 23 أغسطس 1958) هو لاعب كرة قدم بريطاني (وحمل سابقاً جنسية المملكة المتحدة لبريطانيا العظمى وأيرلندا) في مركز مهاجم داخلي. لعب مع بريستون نورث إيند ووست هام يونايتد وWigan Borough F.C. ‏ وفريكلي أثلتيك ‏ ونادي نيلسون.